# Lonnie Plaxico

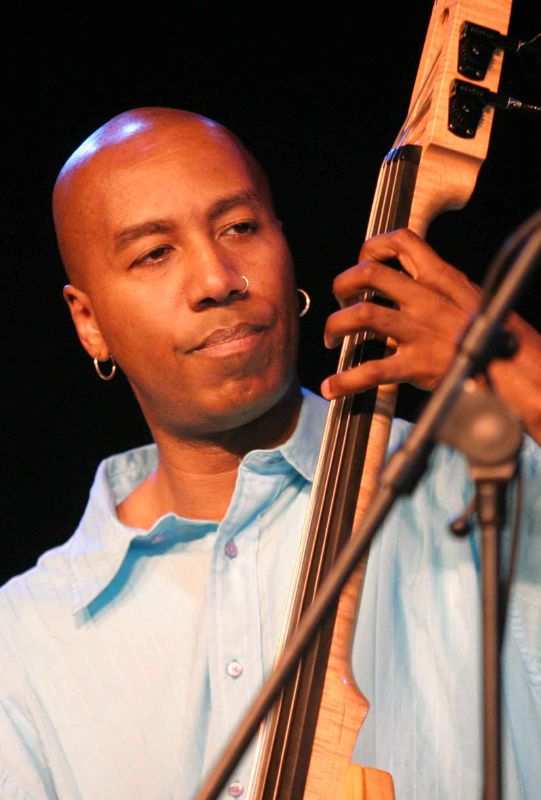
Lonnie Plaxico

Lonnie Plaxico (* 4. September 1960 in Chicago, Illinois) ist ein US-amerikanischer Jazz-Bassist. Sein Hauptinstrument ist der Kontrabass, doch ist er auch am E-Bass zu hören. Sein Spiel beschreibt Günther Huesmann als „ungeheuer biegsam und druckvoll“.

## Leben
Plaxico erlernte das Bassspiel autodidaktisch bereits im Alter von zwölf Jahren und hatte zwei Jahre später seine ersten professionellen Auftritte. Er lernte bei Von Freeman und ging 1980 nach New York City, wo er bald mit Musikern wie Chet Baker, Dexter Gordon, Sonny Stitt, Junior Cook, Hank Jones und Wynton Marsalis auftrat. Von 1983 bis 1986 war er Mitglied von Art Blakeys Jazz Messengers, mit denen er auf zwölf Alben erscheint, darunter das mit einem Grammy ausgezeichnete New York Scene.
Mitte der 1980er Jahre gehörte er mit zur ersten Generation des M-Base-Kollektivs um Steve Coleman, in dem er sich anfangs auf den Kontrabass beschränkte, während etwa bei Coleman’s Five Elements und bei Cassandra Wilsons Aufnahmen dieser Periode Kevin Bruce Harris E-Bass spielte. Doch spielte Plaxico auf dem Debütalbum Motherland Pulse von Coleman (1985), wie auch auf den ersten Veröffentlichungen von Cassandra Wilson (Point of View, 1986) und Greg Osby (Sound Theatre, 1987), die alle auf dem Münchner Label JMT erschienen. Bei Cassandra Wilson wirkte er seither an vielen ihren Alben mit und ist seit über 15 Jahren musikalischer Leiter und erster Bassist ihrer Tourband.
1986 formierte Jack DeJohnette seine Special Edition neu und engagierte neben dem Gitarristen Mick Goodrick die M-Base-Saxophonisten Greg Osby und Gary Thomas sowie Lonnie Plaxico an akustischem und elektrischem Bass; bis 1993 nahmen sie drei Alben auf. Außerdem arbeitete Plaxico unter anderem mit Dizzy Gillespie, Branford Marsalis, John Hicks, Woody Shaw, Clark Terry, Don Byron, Slide Hampton, Cecil Brooks III, David Murray, Alice Coltrane, Stanley Turrentine, Joe Sample, Bill Cosby, Lonnie Liston Smith, Ravi Coltrane, Abbey Lincoln, Rachelle Ferrell, Dianne Reeves und Barbara Dennerlein.

## Diskografie

### Unter eigenem Namen
- Plaxico. (Muse, 1989)
- Iridescence. (Muse, 1990)
- Short Takes. (Muse, 1992)
- With All Your Heart. (Muse, 1993)
- Emergence. (Savant, 2000)
- Mélange. (Blue Note, 2001)
- Live at the 5:01 Jazz Bar. (Plaxmusic, 2002)
- Rhythm and Soul. (Sirocco Jazz Limited, 2003)
- Live at Jazz Standard (Village, Japan, 2004)
- So Alive. (Eighty-Eight’s, 2006)
- West Side Stories. (Plaxmusic, 2006)
- Live at the Zinc Bar NYC. (Plaxmusic, 2007)
- Ancestral Devotion. (Plaxmusic, 2009)

### Als Sideman
Mit Art Blakey and the Jazz Messengers
- Aurex Jazz Festival. (Eastworld, 1983)
- New York Scene. (Concord, 1984)
- Blue Night. (Timeless, 1985)
- Live at Sweet Basil. (Paddle Wheel, 1985)
- Live at Kimball’s. (Concord, 1985)
- Live at Ronnie Scott’s. (Wadham, 1985)
- Hard Champion. (Paddle Wheel, 1985)
- Farewell. (Paddle Wheel, 1985)
- New Year’s Eve at Sweet Basil. (King (Japan)/ProJazz, 1985)
- Dr. Jeckyle - Live at Sweet Basil Vol. 2 (ProJazz, 1985)

Mit Dizzy Gillespie
- New Faces. (GRP, 1985)

Mit Steve Coleman
- Motherland Pulse. (JMT, 1985)
- Five Elements - Sine Die. (Pangaea, 1988)

Mit Cassandra Wilson
- Point of View. (JMT, 1986)
- Blue Skies. (JMT, 1988)
- Jumpworld. (JMT, 1990)
- Blue Light 'Til Dawn.  (Blue Note, 1993), nur auf „Tupelo Honey“
- New Moon Daughter. (Blue Note, 1995)
- Rendezvous. (Blue Note, 1997), mit Jacky Terrasson
- Travelling Miles. (Blue Note, 1999)
- Loverly. (Blue Note, 2008)

Mit Greg Osby
- Greg Osby and Sound Theatre. (JMT, 1987)
- Season of Renewal. (JMT, 1989)
- Zero. (Blue Note, 1998)

Mit Jack DeJohnette's Special Edition
- Irresistible Forces. (Impulse!/MCA, 1987)
- Audio-Visualscapes. (Impulse!/MCA, 1988)
- Earth Walk. (Blue Note, 1991)

Mit Cindy Blackman
- Code Red. (Muse, 1990)

Mit Ron Jackson
- A Guitar Thing You. (Muse, 1991)
- Thinking of You. (Muse, 1993)

Mit Cecil Brooks III
- The Collective. (Muse, 1992)
- Smokin' Jazz. (Muse, 1996)

Mit Don Byron
- Tuskegee Experiments. (Nonesuch, 1992)
- Ivey-Divey. (Blue Note, 2004)

Mit Bud Shank
- I Told You So. (Candid, 1992)

Mit Carola Grey
- Noisy Mama. (Jazzline, 1992)

Mit Lafayette Harris
- Lafayette Is Here. (Muse, 1993)

Mit Hannibal Marvin Peterson
- One with the Wind. (Muse, 1993)

Mit Gust Tsilis
- Wood Music. (Enja, 1993)

Mit Regina Carter
- Regina Carter. (Atlantic, 1995)

Mit Talib Kibwe
- Introducing Talib Kibwe. (Evidence, 1996)

Mit Barbara Dennerlein
- Take Off! (Verve, 1995)

Mit Jean-Paul Bourelly, Harry Sokal und Ronnie Burrage
- Mag Five. (PAO, 1998)

Mit LaMont Johnson
- 241 East 3rd St. (Orchard, 1998)

Mit Ray Anderson
- Lapis Lazuli Band - Funkorific. (Enja, 1998)

Mit Mark Ledford
- Miles to Go. (Verve Forecast, 1998)

Mit Ravi Coltrane
- Moving Pictures. (RCA, 1998)

Mit Teri Thornton
- I’ll Be Easy to Find. (Verve, 1999)

Mit Bunky Green
- Another Place. (Label Bleu, 2006)